# Bert Cremers
Hubertus Peter Lambertus (Bert) Cremers (Born, 1 januari 1949 – Rotterdam, 8 september 2021) was een Nederlands econoom, politicus en bestuurder. Hij was lid van de PvdA. 

## Loopbaan
Cremers studeerde economie aan de Katholieke Hogeschool Tilburg, wat in de jaren '60 een plek was waar marxistische activiteiten plaatsvonden. Veel van de academici trokken naar de arbeidersstad Rotterdam, waaronder hemzelf. Hij was meer dan dertig jaar werkzaam als docent economie. In deze periode verruilde hij het marxisme voor de sociaaldemocratie en werd hij lid van de PvdA.
In 1998 werd Cremers namens de PvdA gemeenteraadslid van Rotterdam en in 2001 fractievoorzitter. In 2006 werd hij benoemd tot politicus van het jaar in Rotterdam. Van mei 2006 tot juni 2009 was hij voorzitter van de Rotterdamse deelgemeente Hillegersberg-Schiebroek.
Van 1 juni 2009 tot 1 november 2017 was Cremers burgemeester van Waddinxveen. Wegens gezondheidsproblemen werd hij van 20 februari tot 3 april 2017 waargenomen door Koos Karssen. Van 2009 tot 2017 was hij eveneens penningmeester van het Centrum voor Lokaal Bestuur (CLB). Hij was betrokken bij de ontvlechting van het CLB van de Wiardi Beckman Stichting en de PvdA.   
Cremers overleed in 2021 na een kort ziekbed op 72-jarige leeftijd. Hij was houder van de Wolfert van Borselenpenning, van de deelgemeentelijke legpenning Hillegersberg-Schiebroek en ereburger van de gemeente Waddinxveen.